# Li Meiju
Li Meiju (李梅菊S, Lǐ MéijúP; Hebei, 3 ottobre 1979) è una pesista cinese.
In carriera ha vinto un bronzo ai mondiali indoor di Valencia 2008.

## Palmarès
| Anno | Manifestazione    | Sede              | Evento         | Risultato | Misura  | Note                          |
| ---- | ----------------- | ----------------- | -------------- | --------- | ------- | ----------------------------- |
| 2000 | Mondiali juniores | Santiago del Cile | Getto del peso | Argento   | 16,57 m |                               |
| 2002 | Giochi asiatici   | Pusan             | Getto del peso | Oro       | 18,62 m |                               |
| 2003 | Mondiali indoor   | Birmingham        | Getto del peso | 10ª       | 18,13 m |                               |
| 2003 | Mondiali          | Parigi            | Getto del peso | 11ª       | 17,92 m |                               |
| 2004 | Mondiali indoor   | Budapest          | Getto del peso | 5ª        | 18,69 m |                               |
| 2004 | Olimpiadi         | Atene             | Getto del peso | 8ª        | 18,37 m | [ 2 ]                         |
| 2005 | Universiadi       | Smirne            | Getto del peso | Argento   | 18,48 m |                               |
| 2005 | Mondiali          | Helsinki          | Getto del peso | 5ª        | 18,35 m | [ 3 ]                         |
| 2006 | Giochi asiatici   | Doha              | Getto del peso | Argento   | 18,08 m |                               |
| 2007 | Mondiali          | Osaka             | Getto del peso | 5ª        | 18,83 m |                               |
| 2008 | Mondiali indoor   | Valencia          | Getto del peso | Bronzo    | 19,09 m | Miglior prestazione personale |
| 2008 | Olimpiadi         | Pechino           | Getto del peso | 6ª        | 19,00 m |                               |
| 2009 | Mondiali          | Berlino           | Getto del peso | 6ª        | 18,76 m |                               |